# FCビール/ビエンヌ

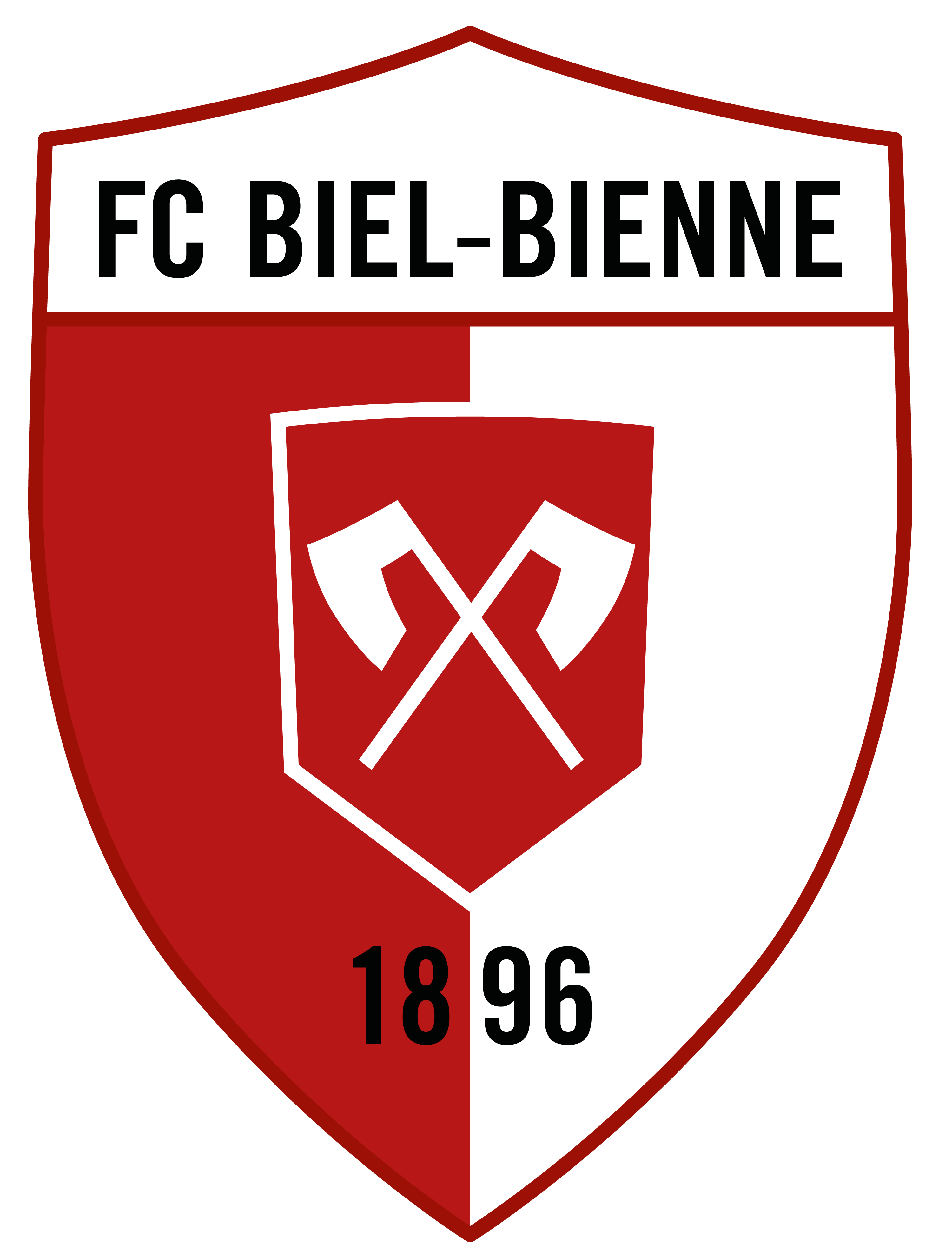

フースバル・クラブ・ビール/ビエンヌ (Fussball Club Biel/Bienne) は、スイスの中央部、ベルン州の都市ビール/ビエンヌを本拠地とするサッカークラブチームである。2022-23シーズンはプロモーションリーグ (3部相当) に所属。
1896年創設。100年以上の歴史を持つクラブだが、唯一のタイトルは、1947年のトップリーグ制覇にまで遡る。1971-72シーズンにはリーグ最下位で2部へ降格。1974-75シーズンに1部復帰を果たすが、翌1975-76シーズンに再び降格した。一時は3部リーグまで落ちていたが、2007-08シーズンに3部相当の1.リガ・グループCを2位で終え、ホーム&アウェイ方式の昇格プレーオフへの進出を決めた。プレーオフでは1回戦でFCウニシア・ジュネーヴ・スポルトを2試合合計3-2で破り、続く昇格決定戦ではFCバーデンをPK戦の末破り、2部復帰を果たした。

## タイトル

### 国内タイトル
- スイススーパーリーグ:1回
  - 1947

### 国際タイトル
- なし

## 過去の成績
| シーズン | ディビジョン             | ディビジョン | ディビジョン | ディビジョン | ディビジョン | ディビジョン | ディビジョン | ディビジョン | ディビジョン |
| シーズン | リーグ                   | 試合数       | 勝           | 分           | 敗           | 得点         | 失点         | 勝ち点       | 順位         |
| -------- | ------------------------ | ------------ | ------------ | ------------ | ------------ | ------------ | ------------ | ------------ | ------------ |
| 2007-08  | 1. リーガ グルッペ3      |              |              |              |              |              |              |              | 2位          |
| 2008-09  | スイス・チャレンジリーグ | 30           | 14           | 5            | 11           | 58           | 53           | 47           | 5位          |
| 2009-10  | スイス・チャレンジリーグ | 30           | 10           | 12           | 8            | 54           | 39           | 42           | 7位          |
| 2010-11  | スイス・チャレンジリーグ | 30           | 11           | 6            | 13           | 57           | 57           | 39           | 9位          |
| 2011-12  | スイス・チャレンジリーグ | 30           | 12           | 7            | 11           | 55           | 54           | 43           | 10位         |
| 2012-13  | スイス・チャレンジリーグ | 36           | 13           | 8            | 15           | 59           | 59           | 47           | 5位          |
| 2013-14  | スイス・チャレンジリーグ | 36           | 9            | 10           | 17           | 56           | 68           | 37           | 7位          |
| 2014-15  | スイス・チャレンジリーグ | 36           | 7            | 12           | 17           | 39           | 52           | 33           | 10位         |

## 歴代所属選手
- ユップ・デアヴァル 1959-1960
- トーマス・ビッケル 1984-1985
- アントン・オンドルシュ 1988-1989
- 朴光龍 2015